# Caroline de Bentheim-Steinfurt
Caroline Ferdinandine Marie Élisabeth Madeleine de Bentheim-Steinfurt (25 janvier 1759 à Burgsteinfurt; 8 janvier 1834 à Büdingen) est une romancière allemande.

## Biographie
Elle est la plus jeune des filles de Charles Paul Ernest de Bentheim-Steinfurt et Charlotte-Sophie de Nassau-Siegen. Sa mère meurt en 1759, de sorte que Caroline de Bentheim-Steinfurt est élevée par sa tante, la princesse Charlotte-Frédérique-Amélie d'Anhalt-Köthen. De 1792 à sa mort, Caroline de Bentheim-Steinfurt a vécu à Büdingen, et est restée célibataire.
Lüder Tiedemann, prédicateur à Stadthagen, reçoit la profession de foi de Caroline dans les locaux de l'Église réformée en 1774. Bentheim-Steinfurt écrit elle-même et est en contact parmi d'autres, avec Johann Heinrich Jung-Stilling, Trauerspiele et Gelegenheitsgedichte. Elle est citée en 1819 comme l'une des 100 femmes écrivains dans Friedrich Rassmanns Galerie des vivants Poète, Romancier, Conteur, Traducteur de neuern Langues, Anthologen et Éditeur de beaux Écrits inclus et a reçu une entrée dans l'ouvrage de Johann Georg Meusel savant Teutschland. Bardeau, dans son Lexique , L'allemand, les Écrivains du XIXe Siècle la cite comme "une femme qui, par l'esprit et la bonté, se distingue".